# Adolf Friedrich Störzel
Adolf Friedrich Störzel, auch Adolph Friederich Störzel (* 21. Juli 1815 in Dargun; † 2. August 1889 in Schwerin) war ein deutscher Militärarzt, zuletzt Generalarzt. 

## Leben
Adolf Friedrich Störzel war ein Sohn des damaligen Amtmanns in Dargun und späteren mecklenburg-schwerinschen Finanzministers Georg Störzel und dessen Frau Julie, geb. Passow. Seine Brüder waren Georg Störzel (1814–1895), Oberpostamtsdirektor in Güstrow, Julius Störzel (1817–1902), Oberlandesgerichtsrat in Rostock, und Heinrich Störzel (1819–1885), Kaufmann und mecklenburgischer Konsul. Wie schon sein Großvater Johann Georg Stör(t)zel (1742–1828), herzoglicher Leibarzt in Ludwigslust, studierte er Humanmedizin, unter anderem an der Universität Heidelberg, wo er 1836 im Corps Guestphalia Heidelberg aktiv wurde. 1840 wurde er an der Universität Halle mit einer Dissertation über Paracelsus zum Dr. med. promoviert. 
Störzel eröffnete 1841 eine Praxis in Schwerin. 1843 trat er als Unterarzt bei der Artillerie in mecklenburgische Militärdienste. 1845 erfolgte seine Beförderung zum Oberarzt. 1849 wechselte er zum leichten Bataillon. 1857 kam er als Oberstabsarzt zum IV. Bataillon im Großherzoglich Mecklenburgisches Füsilier-Regiment „Kaiser Wilhelm“ Nr. 90. 1858 erhielt er den Titel Medizinalrat. 1864 wurde er Divisionsarzt. Am 31. Mai 1865 erfolgte seine Ernennung zum Generalarzt und zum Director sämmtlicher Militair-Medicinal-Anstalten. Damit war er der ranghöchste Sanitätsoffizier in den beiden mecklenburgischen Großherzogtümern. Im Sommer 1866 nahm er als Leitender Sanitätsoffizier (Korpsarzt) des II. Reserve-Armeekorps am Feldzug nach Bayern im Deutschen Krieg teil.
Nach dem Abschluss der Militärkonvention mit Preußen wurde Störzel 1868 der Abschied bewilligt. Im gleichen Jahr unterzog er Das preußische Militair-Medicinalwesen einer eingehenden Kritik. Ein geplanter zweiter und dritter Teil sind dann nicht mehr erschienen.

## Auszeichnungen
- Guelphenorden, 4. Klasse (1858)[7]
- Hausorden der Wendischen Krone, Komturkreuz (1866)
- Königlicher Kronen-Orden (Preußen), 3. Klasse (1866)[8]

## Werke
- De Paracelsi vita et doctrina. Halle 1840 (Diss.)
- Das preußische Militair-Medicinalwesen. Teil 1: Die Krankenpflege und die Lazarethe in Frieden. 1868 (mehr nicht erschienen)